# UKCA-Kennzeichnung

Das UKCA-Logo

Die UKCA-Kennzeichnung (offiziell UK marking. im Englischen meist UKCA marking von englisch UK Conformity Assessed ‚Vereinigtes-Königreich-Konformität bewertet‘) ist eine Kennzeichnung auf bestimmten technischen und medizinischen Produkten, mit der der Hersteller die Übereinstimmung mit entsprechenden Vorschriften des Vereinigten Königreichs erklärt. Sie ist im Rahmen des Brexits als britische Variante der CE-Kennzeichnung entstanden und mit dieser vergleichbar.

## Hintergrund und Bedeutung
Durch den Austritt des Vereinigten Königreichs am 1. Februar 2020 löste sich dieses auch von den EU-weit einheitlichen Vorschriften für zahlreiche technische und medizinische Produkte, für die die Anbringung einer CE-Kennzeichnung erlangt wurde. Hierzu wurden die Gesetze des Vereinigten Königreichs, die bisher die EU-Verordnung Verordnung (EG) Nr. 765/2008 umsetzten, so angepasst, dass sie unabhängig von den EU-Vorschriften angewendet werden können. Dabei wurde der Name von CE marking in UK marking geändert und das CE-Logo durch ein neues Logo mit den Buchstaben UKCA ersetzt.
Zum Zeitpunkt des Inkrafttretens (1. Februar 2020) stimmten die Anforderungen und Vorschriften im Wesentlichen mit denen der CE-Kennzeichnung überein. Insbesondere ist auch die UKCA-Kennzeichnung ebenso wie die CE-Kennzeichnung bei vielen Produktgruppen lediglich eine nicht durch offizielle Stellen überprüfte Erklärung des Herstellers oder Importeurs, dass die Produkte den Vorschriften entsprechen.  
Im weiteren Verlauf kann es jedoch infolge der nationalen Weiterentwicklung der Produktvorschriften zu von der EU abweichenden Anforderungen an die Produkte kommen, die von Herstellern und Importeuren zu beachten sind, welche Produkte im Vereinigten Königreich in Verkehr bringen möchten.

## Besonderheiten für Nordirland

UKNI-Kennzeichnung für Nordirland in der Outline-Variante

Durch das Nordirland-Protokoll gelten die Vorschriften in vollem Umfang nur für Produkte, die nach Großbritannien in Verkehr gebracht werden; für Nordirland gelten Sonderregelungen.
Für die meisten Produktgruppen finden dabei mit einigen Ausnahmen noch die Vorschriften für die CE-Kennzeichnung Anwendung.
Besondere Vorschriften sind zu beachten für die Produktgruppen Medizin und Chemie, Veterinärprodukte, Kraftfahrzeuge und Luft- und Raumfahrt. Für in Nordirland in Verkehr gebrachte Produkte, für die eine verbindliche Prüfung durch eine Benannte Stelle des Vereinigten Königreichs vorgesehen ist, wurde eine eigene UKNI-Kennzeichnung geschaffen, die sich in der optischen Gestaltung zum UKCA-Logo nur durch die Buchstaben NI unterscheidet.

## Übergang von der CE-Kennzeichnung zumUK marking

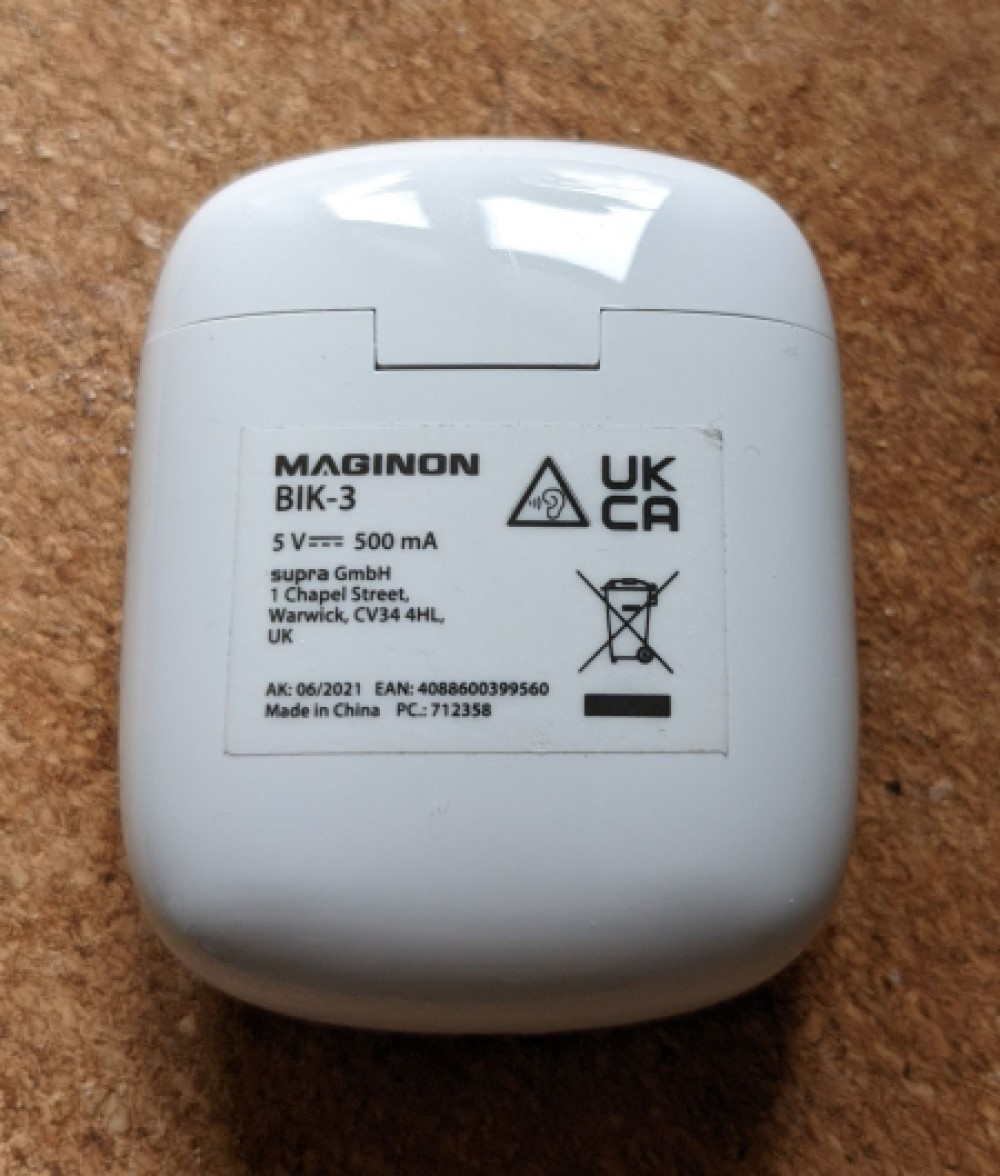
UKCA-Kennzeichnung auf einer Ohrhörerbox

Für Produkte, die vor dem 1. Januar 2021 auf dem britischen Markt (oder in einem EU-Land) in Verkehr gebracht wurden, ändert sich nichts. Diese einzelnen Waren können weiterhin auf beiden Märkten zirkulieren, bis sie ihren Endbenutzer erreichen, und müssen die am 1. Januar 2021 in Kraft getretenen Änderungen nicht erfüllen. Seit dem 1. Januar 2023 wird das UKCA-Zeichen die Konformitätsbewertungskennzeichnung für Großbritannien für die meisten Waren sein, die derzeit der CE-Kennzeichnung unterliegen.
Als Inverkehrbringen gilt dabei eine mündlich oder schriftlich getroffene Vereinbarung oder ein Angebot zur Eigentumsübertragung, unabhängig von der tatsächlichen Einfuhr. Diese Vereinbarung muss vom Verwender jedoch nachgewiesen werden können.
Die CE-Kennzeichnung wird im Vereinigten Königreich noch bis zum 31. Dezember 2024 für die meisten Produkte akzeptiert. Spätestens ab dem 1. Januar 2025 muss dann das UKCA-Kennzeichen verwendet werden. Bis zum 31. Dezember 2027 darf eine bis zum 31. Dezember 2024 durchgeführte CE-Konformitätsbewertung als Grundlage für das UKCA-Kennzeichen verwendet werden.
Es gibt allerdings Ausnahmen, in denen die neue UKCA-Kennzeichnung unmittelbar nach dem 1. Januar 2021 verwendet werden musste; diese gelten, wenn alle folgenden Punkte auf ein Produkt zutreffen:
- Es fällt unter eine Gesetzgebung, die die UKCA-Kennzeichnung vorschreibt.[6]
- Es erfordert eine obligatorische Konformitätsbewertung durch Benannte Stellen.
- Die Konformitätsbewertung wurde von einer britischen Konformitätsbewertungsstelle durchgeführt und die Konformitätsbewertungsunterlagen wurden nicht vor dem 1. Januar 2021 von der britischen Stelle an eine von der EU anerkannte Stelle weitergeleitet.

Wo eine obligatorische Konformitätsbewertung durch Dritte für CE-gekennzeichnete Waren erforderlich war, ist sie auch für UKCA-gekennzeichnete Waren erforderlich. Diese Konformitätsbewertung muss von einer im Vereinigten Königreich anerkannten zugelassenen Stelle (UKMCAB = UK  market conformance assessment body) durchgeführt werden, um mit der UKCA-Kennzeichnung versehen zu werden. Die Art der Konformitätsbewertungsverfahren ist zunächst die gleiche, wie sie für die CE-Kennzeichnung erforderlich waren.
In Fällen, in denen nach EU-Recht eine Selbsterklärung der Konformität für die CE-Kennzeichnung zulässig ist, ist dies auch für die UKCA-Kennzeichnung der Fall.
Die CE-Kennzeichnung konnte bis zum 31. Dezember 2022 verwendet werden, wenn einer der folgenden Punkte zutraf:
- Die CE-Kennzeichnung basiert auf der Grundlage einer Herstellerselbsterklärung
- Jede der obligatorischen Konformitätsbewertungen wurde durch eine dritte Partei von einer von der EU anerkannten benannten Stelle durchgeführt (einschließlich einer Stelle in einem Land, mit dem die EU ein entsprechendes Abkommen über gegenseitige Anerkennung hat)
- die Konformitätsbescheinigung, die sich zuvor im Besitz einer im Vereinigten Königreich zugelassenen Stelle befand, wurde an eine von der EU anerkannte benannte Stelle übertragen

Im August 2023 wurde die Frist für 18 Richtlinien aufgehoben, die CE-Kennzeichnung ist damit unbegrenzt akzeptiert.